# Пенангски люспопръст гекон
Пенангските люспопръсти гекони (Lepidodactylus lugubris), наричани също плачещи гекони, са вид дребни влечуги от семейство Геконови (Gekkonidae).
Разпространени са в обширни области от Южна и Югоизточна Азия до западна Океания. Достигат дължина с опашката от 85 – 100 милиметра, а на цвят са сивкави с по-тъмни петна. Хранят се с насекоми, плодове и цветен прашец.